# Mistrzostwa Europy w Piłce Siatkowej Mężczyzn 2013 (składy)
Artykuł grupuje składy wszystkich reprezentacji narodowych w piłce siatkowej, które wystąpiły w Mistrzostwach Europy w Piłce Siatkowej Mężczyzn 2013 odbywających się w Danii i Polsce.
- Przynależność klubowa i wiek na 20 września 2013
- Zawodnicy oznaczeni  to kapitanowie reprezentacji.
- Legenda: 
 Nr - numer zawodnika
 A - atakujący 
 L - libero 
 P - przyjmujący 
 R - rozgrywający 
 Ś - środkowy

## Białoruś
Trener:  Wiktor Sidelnikow
Asystent: Wiktar Beksza
| Nr | Imię i nazwisko        | Data urodzenia (wiek) | Wzrost (cm) | Klub                           | Pozycja |
| -- | ---------------------- | --------------------- | ----------- | ------------------------------ | ------- |
| 1  | Andrej Radziuk         | 23.03.1990 (23)       | 192         | Stroitiel Mińsk                | P       |
| 2  | Pawieł Audoczanka      | 13.01.1990 (23)       | 204         | Szachcior Soligorsk            | A       |
| 3  | Wiaczesłau Czarapowicz | 08.02.1992 (21)       | 199         | Szachcior Soligorsk            | A       |
| 4  | Siarhiej Antanowicz    | 24.04.1989 (24)       | 194         | İstanbul Büyükşehir Belediyesi | P       |
| 5  | Siarhiej Busel         | 30.05.1989 (24)       | 205         | Stroitiel Mińsk                | Ś       |
| 7  | Olieg Achrem           | 12.03.1983 (30)       | 196         | Asseco Resovia Rzeszów         | P       |
| 8  | Dzmitryj Żehzdryn      | 02.04.1982 (31)       | 207         | Szachcior Soligorsk            | Ś       |
| 10 | Alaksiej Kurasz        | 01.06.1988 (25)       | 189         | Kamunalnik Grodno              | R       |
| 11 | Stanisłau Zabarouski   | 04.01.1988 (25)       | 180         | Kamunalnik Grodno              | L       |
| 12 | Artem Haramykin        | 16.05.1985 (28)       | 194         | Stroitiel Mińsk                | R       |
| 13 | Dzmitryj Likharad      | 09.05.1977 (36)       | 186         | Stroitiel Mińsk                | L       |
| 14 | Eduard Weński          | 21.04.1977 (36)       | 202         | Vammalan Lentopallo            | Ś       |
| 15 | Olieg Mikanowicz       | 07.10.1975 (36)       | 192         | Stroitiel Mińsk                | P       |
| 17 | Maksim Marozau         | 29.05.1989 (24)       | 205         | Szachcior Soligorsk            | Ś       |

## Belgia
Trener: Dominique Baeyens
Asystent: Christophe Achten
| Nr | Imię i nazwisko      | Data urodzenia (wiek) | Wzrost (cm) | Klub                        | Pozycja |
| -- | -------------------- | --------------------- | ----------- | --------------------------- | ------- |
| 1  | Bram Van den Dries   | 14.08.1989 (24)       | 206         | Beauvais Oise UC            | A       |
| 2  | Tim Verschueren      | 24.12.1978 (35)       | 185         | VC Euphony Asse-Lennik      | R       |
| 3  | Sam Deroo            | 29.04.1992 (21)       | 201         | Casa Modena                 | P       |
| 4  | Pieter Coolman       | 24.04.1989 (24)       | 198         | Knack Randstad Roeselare    | Ś       |
| 5  | Frank Depestele      | 03.07.1977 (36)       | 192         | Beauvais Oise UC            | R       |
| 6  | Stijn Dejonckheere   | 21.01.1988 (25)       | 187         | Knack Randstad Roeselare    | L       |
| 7  | Kévin Klinkenberg    | 04.10.1990 (22)       | 198         | Tours VB                    | P       |
| 8  | Gertjan Claes        | 30.03.1985 (28)       | 191         | Knack Randstad Roeselare    | P       |
| 9  | Pieter Verhees       | 08.12.1989 (23)       | 205         | Andreoli Latina             | Ś       |
| 10 | Simon Van De Voorde  | 19.12.1989 (23)       | 208         | Jastrzębski Węgiel          | Ś       |
| 11 | Matthijs Verhanneman | 08.12.1988 (24)       | 198         | Knack Randstad Roeselare    | P       |
| 12 | Gert van Walle       | 07.08.1987 (25)       | 197         | Pallavolo Città di Castello | A       |
| 13 | Hendrik Tuerlinckx   | 01.12.1987 (25)       | 195         | Knack Randstad Roeselare    | A       |
| 14 | Bert Derkoningen     | 10.07.1982 (31)       | 187         | Noliko Maaseik              | L       |

## Bułgaria
Trener:  Camillo Placì
Asystent:  Marco Camperi
| Nr | Imię i nazwisko   | Data urodzenia (wiek) | Wzrost (cm) | Klub                        | Pozycja |
| -- | ----------------- | --------------------- | ----------- | --------------------------- | ------- |
| 1  | Georgi Bratojew   | 21.10.1987 (25)       | 202         | Samotłor Niżniewartowsk     | R       |
| 4  | Martin Bożiłow    | 11.04.1988 (25)       | 188         | Marek Junion-Iwkoni Dupnica | L       |
| 5  | Swetosław Gocew   | 31.08.1990 (23)       | 205         | VfB Friedrichshafen         | Ś       |
| 6  | Danaił Miłuszew   | 03.02.1984 (29)       | 200         | Spacer’s de Toulouse        | A       |
| 8  | Todor Skrimow     | 09.01.1990 (23)       | 192         | Andreoli Latina             | P       |
| 9  | Dobromir Dimitrow | 07.07.1991 (22)       | 198         | Pirin Bałkanstroj Razłog    | R       |
| 10 | Walentin Bratoew  | 21.10.1987 (25)       | 203         | VfB Friedrichshafen         | P       |
| 12 | Wiktor Josifow    | 16.10.1985 (26)       | 204         | VfB Friedrichshafen         | Ś       |
| 13 | Teodor Sałparow   | 16.08.1982 (31)       | 187         | ASUL Lyon                   | L       |
| 14 | Teodor Todorow    | 01.09.1989 (24)       | 208         | Gazprom-Jugra Surgut        | Ś       |
| 15 | Todor Aleksijew   | 17.02.1986 (28)       | 200         | Gazprom-Jugra Surgut        | P       |
| 17 | Nikołaj Penczew   | 22.05.1992 (21)       | 197         | Asseco Resovia Rzeszów      | P       |
| 18 | Nikołaj Nikołow   | 29.07.1986 (27)       | 204         | Matin Varamin               | Ś       |
| 19 | Cwetan Sokołow    | 31.12.1989 (23)       | 207         | Trentino Volley             | A       |

## Czechy
Trener:  Steward Bernard
Asystent: Zdeněk Šmejkal
| Nr | Imię i nazwisko | Data urodzenia (wiek) | Wzrost (cm) | Klub                    | Pozycja |
| -- | --------------- | --------------------- | ----------- | ----------------------- | ------- |
| 1  | Michal Finger   | 02.09.1993 (20)       | 200         | volleyball.cz ČZU Praha | P       |
| 3  | Ondřej Boula    | 22.11.1978 (34)       | 195         | Szachcior Soligorsk     | R       |
| 4  | Tomáš Hýský     | 02.11.1983 (29)       | 203         | VK Dukla Liberec        | P       |
| 5  | Jiří Král       | 08.07.1981 (32)       | 202         | Beauvais Oise UC        | Ś       |
| 7  | Aleš Holubec    | 13.03.1984 (29)       | 200         | Nantes Rezé MV          | Ś       |
| 9  | Ondřej Hudeček  | 09.05.1981 (32)       | 195         | Beauvais Oise UC        | P       |
| 10 | Václav Kopáček  | 21.10.1982 (30)       | 182         | VK Dukla Liberec        | L       |
| 12 | David Juračka   | 27.05.1989 (24)       | 182         | VO Příbram              | L       |
| 13 | Kamil Baránek   | 02.05.1983 (30)       | 198         | Tours VB                | P       |
| 14 | Adam Bartoš     | 27.04.1992 (21)       | 198         | VSC Zlín                | P       |
| 15 | Jan Štokr       | 16.01.1983 (30)       | 206         | Dinamo Krasnodar        | A       |
| 16 | Tomáš Široký    | 26.10.1982 (30)       | 196         | VSK VŠB-TU Ostrava      | Ś       |
| 17 | David Konečný   | 10.10.1982 (30)       | 193         | Tours VB                | A       |
| 18 | Lukáš Ticháček  | 12.01.1982 (30)       | 193         | Asseco Resovia Rzeszów  | R       |

## Dania
Trener: Fred Sturm
Asystent: Martin Olafsen
| Nr | Imię i nazwisko     | Data urodzenia (wiek) | Wzrost (cm) | Klub                            | Pozycja |
| -- | ------------------- | --------------------- | ----------- | ------------------------------- | ------- |
| 1  | Peter Jensen        | 17.03.1990 (23)       | 198         | Marienlyst Odense               | P       |
| 2  | Kristian Knudsen    | 01.08.1979 (34)       | 198         | Nancy Volley Maxéville-Jarville | P       |
| 3  | Simon Bitsch        | 22.12.1990 (22)       | 196         | Middelfart VK                   | P       |
| 4  | Sigurd Varming      | 19.02.1994 (19)       | 205         | Marienlyst Odense               | A       |
| 5  | Simon Gade          | 06.09.1991 (22)       | 200         | Holte IF                        | Ś       |
| 6  | Aske Sørensen       | 20.04.1993 (20)       | 197         | Gentofte Volley                 | Ś       |
| 8  | Axel Jacobsen       | 10.07.1984 (29)       | 196         | TV Bühl                         | R       |
| 12 | Mads Ditlevsen      | 13.06.1984 (29)       | 198         | VC Antwerpen                    | A       |
| 13 | Peter Bonnesen      | 16.03.1993 (20)       | 206         | VfB Friedrichshafen             | A       |
| 14 | Casper Christiansen | 25.06.1986 (27)       | 197         | Nancy Volley Maxéville-Jarville | P       |
| 16 | Martin Stenderup    | 25.03.1985 (28)       | 194         | Langhenkel Orion Doetinchem     | R       |
| 18 | Rune Huss           | 18.05.1989 (24)       | 195         | Gentofte Volley                 | Ś       |
| 19 | Frederik Mikelsons  | 18.04.1991 (22)       | 178         | Gentofte Volley                 | L       |
| 20 | Thomas Pederssen    | 12.01.1993 (20)       | 202         | Holte IF                        | Ś       |

## Finlandia
Trener: Tuomas Sammelvuo
Asystent: Jaana Laurila
| Nr | Imię i nazwisko   | Data urodzenia (wiek) | Wzrost (cm) | Klub                      | Pozycja |
| -- | ----------------- | --------------------- | ----------- | ------------------------- | ------- |
| 2  | Eemi Tervaportti  | 26.07.1989 (24)       | 193         | Knack Randstad Roeselare  | R       |
| 3  | Mikko Esko        | 03.09.1979 (34)       | 198         | Gubiernija Niżny Nowogród | R       |
| 4  | Lauri Kerminen    | 18.01.1993 (20)       | 182         | Kokkolan Tiikerit         | L       |
| 5  | Antti Siltala     | 14.03.1984 (29)       | 193         | GFCO Ajaccio              | P       |
| 6  | Niklas Seppänen   | 30.06.1993 (20)       | 192         | Kokkolan Tiikerit         | P       |
| 10 | Urpo Sivula       | 15.03.1988 (25)       | 195         | Kokkolan Tiikerit         | P/A     |
| 11 | Juho Rajala       | 06.08.1985 (28)       | 181         | Raision Loimu             | L       |
| 12 | Olli Kunnari      | 02.02.1982 (31)       | 197         | Vammalan Lentopallo       | P       |
| 13 | Mikko Oivanen     | 26.05.1986 (27)       | 197         | Fujian                    | A       |
| 14 | Konstantin Shumov | 15.02.1985 (28)       | 205         | Generali Haching          | Ś       |
| 15 | Matti Oivanen     | 26.05.1986 (27)       | 198         | AZS Olsztyn               | Ś       |
| 18 | Jukka Lehtonen    | 22.02.1982 (31)       | 197         | PV Lugano                 | Ś       |

## Francja
Trener: Laurent Tillie
Asystent: Arnaud Josserand
| Nr | Imię i nazwisko         | Data urodzenia (wiek) | Wzrost (cm) | Klub                     | Pozycja |
| -- | ----------------------- | --------------------- | ----------- | ------------------------ | ------- |
| 1  | Jonas Aguenier          | 28.04.1992 (21)       | 200         | Nantes Rezé MV           | Ś       |
| 2  | Jenia Grebennikov       | 13.08.1990 (23)       | 1881        | VfB Friedrichshafen      | L       |
| 3  | Gérald Hardy-Dessources | 09.02.1983 (30)       | 197         | Tours VB                 | Ś       |
| 4  | Antonin Rouzier         | 18.08.1986 (27)       | 201         | Bre Banca Lannutti Cuneo | A       |
| 5  | Rafael Redwitz          | 12.08.1980 (33)       | 190         | Montpellier UC           | R       |
| 6  | Benjamin Toniutti       | 30.10.1989 (23)       | 183         | CMC Rawenna              | R       |
| 11 | Julien Lyneel           | 15.04.1990 (23)       | 192         | Montpellier UC           | P       |
| 12 | Earvin N'Gapeth         | 12.02.1991 (22)       | 194         | Kuzbass Kemerowo         | P       |
| 14 | Nicolas Le Goff         | 15.02.1992 (21)       | 203         | Montpellier UC           | Ś       |
| 15 | Samuel Tuia             | 24.07.1986 (27)       | 195         | PGE Skra Bełchatów       | P       |
| 16 | Kevin Tillie            | 02.11.1990 (22)       | 198         | CMC Rawenna              | P       |
| 18 | Jean-François Exiga     | 09.03.1982 (31)       | 176         | Tours VB                 | L       |
| 20 | Kévin Le Roux           | 11.05.1989 (24)       | 208         | Copra Elior Piacenza     | Ś       |
| 21 | Mory Sidibé             | 17.06.1987 (26)       | 193         | ACH Volley Lublana       | A       |

## Holandia
Trener: Edwin Benne
Asystent: Henk-Jan Held
| Nr | Imię i nazwisko         | Data urodzenia (wiek) | Wzrost (cm) | Klub                     | Pozycja |
| -- | ----------------------- | --------------------- | ----------- | ------------------------ | ------- |
| 1  | Nimir Abdel-Aziz        | 15.08.1990 (23)       | 201         | Ziraat Bankası Ankara    | R       |
| 2  | Nico Freriks            | 22.12.1981 (31)       | 192         | Moerser SC               | R       |
| 4  | Thijs Ter Horst         | 18.09.1991 (22)       | 205         | Calzedonia Werona        | P       |
| 5  | Jelte Maan              | 19.03.1986 (27)       | 190         | Noliko Maaseik           | P       |
| 7  | Gijs Jorna              | 30.05.1989 (24)       | 198         | VC Antwerpen             | L       |
| 8  | Sebastiaan van Bemmelen | 18.08.1989 (24)       | 207         | VC Antwerpen             | Ś       |
| 10 | Jeroen Rauwerdink       | 13.09.1985 (28)       | 200         | Bre Banca Lannutti Cuneo | P       |
| 12 | Wytze Kooistra          | 03.06.1982 (31)       | 209         | Czarni Radom             | Ś       |
| 13 | Maarten van Garderen    | 24.01.1990 (23)       | 200         | Beauvais Oise UC         | P       |
| 14 | Niels Klapwijk          | 19.09.1985 (28)       | 200         | CMC Rawenna              | A       |
| 15 | Thomas Koelewijn        | 18.12.1988 (24)       | 207         | VC Antwerpen             | Ś       |
| 16 | Robin Overbeeke         | 21.03.1989 (24)       | 197         | VC Euphony Asse-Lennik   | A       |
| 17 | Rob Bontje              | 12.05.1981 (32)       | 206         | Jastrzębski Węgiel       | Ś       |
| 18 | Robbert Andringa        | 28.04.1990 (23)       | 192         | VC Euphony Asse-Lennik   | L       |

## Niemcy
Trener: Vital Heynen
Asystent: Stefan Hübner
| Nr | Imię i nazwisko   | Data urodzenia (wiek) | Wzrost (cm) | Klub                        | Pozycja |
| -- | ----------------- | --------------------- | ----------- | --------------------------- | ------- |
| 1  | Christian Fromm   | 15.08.1990 (23)       | 204         | Pallavolo Città di Castello | P       |
| 2  | Markus Steuerwald | 07.03.1989 (24)       | 182         | Paris Volley                | L       |
| 3  | Sebastian Schwarz | 02.10.1985 (27)       | 197         | TSV Unterhaching            | P       |
| 4  | Simon Tischer     | 24.04.1982 (31)       | 194         | ASUL Lyon                   | R       |
| 6  | Denis Kaliberda   | 24.06.1990 (23)       | 193         | Copra Elior Piacenza        | P       |
| 8  | Marcus Böhme      | 25.08.1985 (28)       | 211         | TSV Unterhaching            | Ś       |
| 9  | Georg Grozer      | 24.11.1984 (28)       | 200         | Biełogorje Biełgorod        | A       |
| 10 | Jochen Schöps     | 08.10.1983 (29)       | 200         | Asseco Resovia Rzeszów      | A       |
| 11 | Lukas Kampa       | 29.11.1986 (26)       | 196         | Casa Modena                 | R       |
| 12 | Ferdinand Tille   | 08.12.1988 (24)       | 185         | TSV Unterhaching            | L       |
| 15 | Tim Broshog       | 02.12.1987 (25)       | 204         | Moerser SC                  | Ś       |
| 16 | Tom Strohbach     | 27.05.1992 (21)       | 196         | Berlin Recycling Volleys    | Ś       |
| 19 | Björn Höhne       | 27.03.1991 (22)       | 193         | TV Bühl                     | P       |
| 20 | Philipp Collin    | 28.10.1990 (22)       | 204         | Tours VB                    | Ś       |

## Polska
Trener:  Andrea Anastasi
Asystent:  Andrea Gardini
| Nr | Imię i nazwisko   | Data urodzenia (wiek) | Wzrost (cm) | Klub                       | Pozycja |
| -- | ----------------- | --------------------- | ----------- | -------------------------- | ------- |
| 1  | Piotr Nowakowski  | 18.12.1987 (25)       | 205         | Asseco Resovia Rzeszów     | Ś       |
| 2  | Michał Winiarski  | 28.09.1983 (29)       | 200         | Fakieł Nowy Urengoj        | P       |
| 6  | Bartosz Kurek     | 29.08.1988 (25)       | 205         | Lube Banca Marche Macerata | P       |
| 7  | Jakub Jarosz      | 10.02.1987 (26)       | 195         | Trefl Gdańsk               | A       |
| 8  | Andrzej Wrona     | 27.12.1988 (24)       | 205         | PGE Skra Bełchatów         | Ś       |
| 10 | Łukasz Wiśniewski | 03.02.1989 (24)       | 198         | ZAKSA Kędzierzyn-Koźle     | Ś       |
| 11 | Fabian Drzyzga    | 03.01.1990 (23)       | 196         | Asseco Resovia Rzeszów     | R       |
| 13 | Michał Kubiak     | 23.02.1988 (25)       | 191         | Jastrzębski Węgiel         | P       |
| 14 | Michał Ruciak     | 22.08.1983 (30)       | 189         | ZAKSA Kędzierzyn-Koźle     | P       |
| 15 | Łukasz Żygadło    | 02.08.1979 (34)       | 200         | Zenit Kazań                | R       |
| 17 | Paweł Zatorski    | 21.08.1990 (23)       | 184         | PGE Skra Bełchatów         | L       |
| 18 | Marcin Możdżonek  | 09.02.1985 (28)       | 211         | ZAKSA Kędzierzyn-Koźle     | Ś       |
| 21 | Damian Wojtaszek  | 07.09.1988 (25)       | 180         | Jastrzębski Węgiel         | L       |
| 22 | Grzegorz Bociek   | 06.06.1991 (22)       | 209         | ZAKSA Kędzierzyn-Koźle     | A       |

## Rosja
Trener: Andriej Woronkow
Asystent:  Sergio Busato
| Nr | Imię i nazwisko     | Data urodzenia (wiek) | Wzrost (cm) | Klub                  | Pozycja |
| -- | ------------------- | --------------------- | ----------- | --------------------- | ------- |
| 2  | Siergiej Makarow    | 28.03.1980 (33)       | 196         | Kuzbass Kemerowo      | R       |
| 3  | Nikołaj Apalikow    | 26.08.1982 (31)       | 203         | Zenit Kazań           | Ś       |
| 5  | Siergiej Grankin    | 21.01.1985 (28)       | 194         | Dinamo Moskwa         | R       |
| 6  | Jewgienij Siwożelez | 06.08.1986 (27)       | 196         | Zenit Kazań           | P       |
| 7  | Nikołaj Pawłow      | 22.05.1982 (31)       | 196         | Dinamo Moskwa         | A       |
| 9  | Aleksiej Spiridonow | 26.06.1988 (25)       | 196         | Fakieł Nowy Urengoj   | P       |
| 10 | Ilja Żylin          | 10.05.1985 (28)       | 196         | Lokomotiw Nowosybirsk | P       |
| 11 | Andriej Aszczew     | 10.05.1983 (30)       | 203         | Dinamo Krasnodar      | Ś       |
| 13 | Dmitrij Muserski    | 29.10.1988 (24)       | 219         | Biełogorje Biełgorod  | Ś       |
| 14 | Artiom Wolwicz      | 22.01.1990 (23)       | 213         | Lokomotiw Nowosybirsk | Ś       |
| 15 | Dmitrij Iljinych    | 31.01.1987 (26)       | 202         | Biełogorje Biełgorod  | P       |
| 16 | Aleksiej Wierbow    | 31.01.1982 (31)       | 183         | Zenit Kazań           | L       |
| 17 | Maksim Michajłow    | 19.03.1988 (25)       | 203         | Zenit Kazań           | A       |
| 20 | Artiom Jermakow     | 16.03.1982 (31)       | 187         | Dinamo Moskwa         | L       |

## Serbia
Trener:  Igor Kolaković
Asystent: Strahinja Kozić
| Nr | Imię i nazwisko         | Data urodzenia (wiek) | Wzrost (cm) | Klub                       | Pozycja |
| -- | ----------------------- | --------------------- | ----------- | -------------------------- | ------- |
| 1  | Nikola Kovačević        | 14.02.1983 (30)       | 193         | Ural Ufa                   | P       |
| 3  | Marko Ivović            | 22.12.1990 (22)       | 200         | Paris Volley               | P       |
| 4  | Nemanja Petrić          | 28.07.1987 (26)       | 202         | Sir Safety Perugia         | P       |
| 5  | Vlado Petković          | 06.01.1983 (30)       | 198         | Shahrdari Urmia            | R       |
| 7  | Dragan Stanković        | 18.10.1985 (27)       | 205         | Lube Banca Marche Macerata | Ś       |
| 8  | Filip Vujić             | 17.10.1990 (22)       | 191         | Crvena zvezda Belgrad      | L       |
| 9  | Nikola Jovović          | 13.02.1992 (21)       | 197         | VfB Friedrichshafen        | R       |
| 10 | Miloš Nikić             | 31.03.1986 (27)       | 194         | Gubiernija Niżny Nowogród  | P       |
| 12 | Milan Rašić             | 02.02.1985 (28)       | 205         | ACH Volley Lublana         | Ś       |
| 14 | Aleksandar Atanasijević | 04.09.1991 (22)       | 200         | Sir Safety Perugia         | A       |
| 15 | Saša Starović           | 19.10.1988 (24)       | 207         | Lube Banca Marche Macerata | A       |
| 18 | Marko Podraščanin       | 29.08.1987 (26)       | 204         | Lube Banca Marche Macerata | Ś       |
| 19 | Nikola Rosić            | 05.08.1984 (29)       | 192         | PV Lugano                  | L       |
| 20 | Srećko Lisinac          | 17.05.1992 (21)       | 205         | Berlin Recycling Volleys   | Ś       |

## Słowacja
Trener: Štefan Chrtiansky
Asystent: Andrej Kravárik
| Nr | Imię i nazwisko   | Data urodzenia (wiek) | Wzrost (cm) | Klub                          | Pozycja |
| -- | ----------------- | --------------------- | ----------- | ----------------------------- | ------- |
| 1  | Milan Bencz       | 05.09.1987 (26)       | 206         | Pallavolo Atripalda           | A       |
| 2  | Michal Masný      | 14.08.1979 (34)       | 182         | Jastrzębski Węgiel            | R       |
| 3  | Emanuel Kohút     | 21.07.1982 (31)       | 206         | Bre Banca Lannutti Cuneo      | Ś       |
| 6  | Róbert Hupka      | 30.07.1981 (32)       | 194         | VK Jihostroj České Budějovice | P       |
| 9  | Roman Ondrušek    | 06.02.1980 (30)       | 191         | Cambrai Volley-Bal            | L       |
| 10 | Martin Nemec      | 31.07.1984 (29)       | 200         | Incheon Korean Air Jumbos     | A       |
| 12 | Matej Pátak       | 08.06.1990 (23)       | 197         | Beauvais Oise UC              | P       |
| 13 | Štefan Chrtiansky | 17.08.1989 (24)       | 207         | Nantes Rezé MV                | P       |
| 14 | Tomáš Kmeť        | 01.12.1981 (31)       | 202         | Berlin Recycling Volleys      | Ś       |
| 15 | Juraj Zaťko       | 05.06.1987 (26)       | 192         | AZS Politechnika Warszawska   | R       |
| 17 | František Ogurčák | 24.04.1984 (29)       | 199         | Tonno Callipo Vibo Valentia   | P       |
| 19 | Michal Hruška     | 13.03.1987 (26)       | 198         | SK Posojilnica Aich/Dob       | Ś       |

## Słowenia
Trener: Luka Slabe
Asystent: Gašper Ribič
| Nr | Imię i nazwisko  | Data urodzenia (wiek) | Wzrost (cm) | Klub                    | Pozycja |
| -- | ---------------- | --------------------- | ----------- | ----------------------- | ------- |
| 1  | Andrej Flajs     | 11.03.1983 (30)       | 191         | ACH Volley Lublana      | P       |
| 2  | Alen Pajenk      | 23.04.1986 (27)       | 203         | Jastrzębski Węgiel      | Ś       |
| 5  | Alen Šket        | 28.03.1988 (25)       | 203         | Casa Modena             | A       |
| 6  | Mitja Gasparini  | 26.06.1984 (29)       | 200         | Calzedonia Werona       | A       |
| 7  | Matevž Kamnik    | 24.11.1987 (25)       | 201         | Arkas Spor Izmir        | Ś       |
| 8  | Miha Plot        | 11.05.1987 (26)       | 182         | VC Euphony Asse-Lennik  | L       |
| 9  | Dejan Vinčić     | 15.09.1986 (27)       | 200         | Maliye Milli Piyango    | R       |
| 11 | Danijel Koncilja | 04.09.1990 (23)       | 201         | SK Posojilnica Aich/Dob | Ś       |
| 13 | Tine Urnaut      | 03.09.1988 (25)       | 199         | Arkas Spor Izmir        | P       |
| 14 | Jan Pokeršnik    | 15.12.1989 (23)       | 199         | ACH Volley Lublana      | P       |
| 15 | Matej Vidič      | 06.11.1986 (26)       | 207         | ACH Volley Lublana      | Ś       |
| 16 | Gregor Ropret    | 01.03.1989 (24)       | 192         | ACH Volley Lublana      | R       |
| 17 | Jani Kovačič     | 14.06.1992 (21)       | 185         | SK Posojilnica Aich/Dob | L       |
| 18 | Klemen Čebulj    | 21.02.1992 (21)       | 200         | CMC Rawenna             | P       |

## Turcja
Trener:  Emanuele Zanini
Asystent: Taner Atik
| Nr | Imię i nazwisko     | Data urodzenia (wiek) | Wzrost (cm) | Klub                           | Pozycja |
| -- | ------------------- | --------------------- | ----------- | ------------------------------ | ------- |
| 1  | Ulaş Kıyak          | 18.04.1990 (23)       | 187         | Galatasaray                    | R       |
| 2  | Kemal Kıvanç Elgaz  | 01.01.1986 (27)       | 200         | Galatasaray                    | A       |
| 4  | Metin Toy           | 03.05.1994 (19)       | 202         | Fenerbahçe                     | A       |
| 5  | Hasan Yeşilbudak    | 11.01.1990 (23)       | 190         | Arkas Spor Izmir               | L       |
| 6  | Kemal Kayhan        | 02.01.1983 (30)       | 200         | Fenerbahçe                     | Ś       |
| 7  | Can Ayvazoğlu       | 14.09.1979 (34)       | 190         | Halkbank                       | P       |
| 10 | Emre Batur          | 21.04.1988 (25)       | 199         | Halkbank                       | P       |
| 12 | Halil İbrahim Yücel | 24.11.1989 (23)       | 196         | Halkbank                       | P       |
| 14 | Emin Gök            | 15.02.1988 (25)       | 204         | Arkas Spor Izmir               | Ś       |
| 15 | Mustafa Koç         | 23.02.1992 (21)       | 200         | Arkas Spor Izmir               | Ś       |
| 17 | Murat Yenipazar     | 01.01.1993 (20)       | 193         | İstanbul Büyükşehir Belediyesi | P       |
| 21 | Gökhan Gökgöz       | 06.01.1993 (20)       | 200         | Arkas Spor Izmir               | P       |
| 22 | Uğur Güneş          | 11.08.1993 (20)       | 200         | Fenerbahçe                     | Ś       |

## Włochy
Trener: Mauro Berruto
Asystent: Andrea Brogioni
| Nr | Imię i nazwisko    | Data urodzenia (wiek) | Wzrost (cm) | Klub                        | Pozycja |
| -- | ------------------ | --------------------- | ----------- | --------------------------- | ------- |
| 1  | Thomas Beretta     | 18.04.1990 (23)       | 205         | Casa Modena                 | Ś       |
| 2  | Jiří Kovář         | 10.04.1989 (24)       | 202         | Lube Banca Marche Macerata  | P       |
| 3  | Simone Parodi      | 16.08.1986 (27)       | 195         | Lube Banca Marche Macerata  | P       |
| 4  | Luca Vettori       | 26.04.1991 (22)       | 199         | Copra Elior Piacenza        | A       |
| 7  | Salvatore Rossini  | 13.07.1986 (27)       | 185         | Andreoli Latina             | L       |
| 8  | Davide Saitta      | 23.06.1987 (26)       | 188         | Pallavolo Molfetta          | R       |
| 9  | Ivan Zaytsev       | 02.10.1988 (24)       | 202         | Lube Banca Marche Macerata  | P/A     |
| 10 | Filippo Lanza      | 03.03.1991 (22)       | 194         | Diatec Trentino             | P       |
| 11 | Cristian Savani    | 22.02.1982 (31)       | 195         | Shanghai Tang Dynasty       | P       |
| 12 | Daniele Mazzone    | 10.06.1992 (21)       | 208         | Pallavolo Molfetta          | Ś       |
| 13 | Dragan Travica     | 28.08.1986 (27)       | 200         | Biełogorje Biełgorod        | R       |
| 14 | Matteo Piano       | 22.10.1990 (22)       | 208         | Pallavolo Città di Castello | Ś       |
| 15 | Emanuele Birarelli | 08.02.1981 (32)       | 202         | Diatec Trentino             | Ś       |
| 17 | Andrea Giovi       | 19.08.1983 (30)       | 183         | Sir Safety Perugia          | L       |